# براتيوشا بانيرجي
براتيوشا بانيرجي (بالهندية: प्रत्युषा बनर्जी)‏ (10 أغسطس 1991 - 1 أبريل 2016) هي ممثلة مسلسلات هندية. اشتُهرت بتمثيلها دور البطولة بفيلم باليكا فادو. قامت بوضع حد لحياتها في 1 أبريل 2016 بسبب مشاكل عاطفية مع عشيقها.

## روابط خارجية
- براتيوشا بانيرجي على موقع IMDb (الإنجليزية)